# Petrova bouda
Petrova bouda (Petrovka, niem. Peterbaude) – czeskie schronisko górskie w rejonie Hutniczego Grzbietu w Karkonoszach.
Schronisko wybudowano około roku 1790, a na docelowe miejsce przeniesiono w 1811. Ostatni kształt bouda uzyskała po gruntownej przebudowie z lat 1886–1887. W latach 1878–1945 działały tutaj dwa najdłuższe tory saneczkowe w Karkonoszach.
W latach 2016–2019 miała miejsce odbudowa obiektu po pożarze z 2011, jednak w mniejszej skali niż wcześniejsze schronisko. Nazwa Petrovki pochodzi od nazwiska założyciela – Johanna Pittermanna.
Schronisko oferowało 150–220 miejsc noclegowych.
Od 2008 (lub od roku wcześniejszego) schronisko pozostawało zamknięte; poprzedni właściciel opuścił obiekt z powodu fatalnego stanu technicznego budynku oraz nieopłacalności jego remontu. Obecny właściciel (prowadzący również pobliską chatę Špindler) przygotowywał rekonstrukcję obiektu, nie wykluczając jednakże z powodu złego stanu technicznego jego rozbiórki i postawienia nowego budynku.
W lipcu 2011 w kuchni schroniska wybuchł pożar, ale udało się go ugasić. 1 sierpnia po raz kolejny pojawił się ogień – spłonęły niemal całkowicie wszystkie trzy budynki, ocalało jedynie kilka zewnętrznych ścian. Na razie nie są znane przyczyny pożaru, ale podejrzewa się podpalenie.
Od 2016 do 2019 trwała odbudowa obiektu, której koszt wyniósł ok. 120 mln koron. Pozwolenie na budowę uzyskano w 2015 roku, a prace rozpoczęto w maju 2016. Jesienią 2017 obiekt był już w stanie surowym zamkniętym. Odbudowane schronisko ma postać 2 mniejszych budynków, nawiązujących do pierwotnych bud pasterskich z końca XIX wieku. Do budowy użyto przede wszystkim kamienia i drewna, a konstrukcję dachu tworzą patynowane elementy z miedzi. Obiekt miał dysponować 52+10 miejscami noclegowymi i mieścić m.in. restaurację.
Od 20 sierpnia 2007 do 21 grudnia 2007 w pobliżu schroniska funkcjonowało przejście graniczne Jagniątków-Petrova Bouda. Wraz z przystąpieniem Polski i Czech do Układu z Schengen zostało zlikwidowane i od tego momentu można swobodnie przekraczać granicę w tym miejscu.
Do schroniska prowadzi trakt Petrowka z Jeleniej Góry - Jagniątkowa do granicy z Czechami na Głównym Grzbiecie Karkonoszy długości 6,5 km zboczem Długiego Grzbietu.

## Szlaki turystyczne
- od Przełęczy Karkonoskiej Głównym Szlakiem Sudeckim 30 min (↓ 30 min)
- z Czarnej Przełęczy Głównym Szlakiem Sudeckim przez Czeskie i Śląskie Kamienie 40 min (↑ 50 min)
- tzw.  Petrówka z Jagniątkowa[1] 2h 10 min (↓ 1 h 35 min)
- ze Špindlerovego Mlýna 2 h 05 min (↓ 1 h 40 min)
- od Brádlerovych boud 45 min (↓ 40 min)

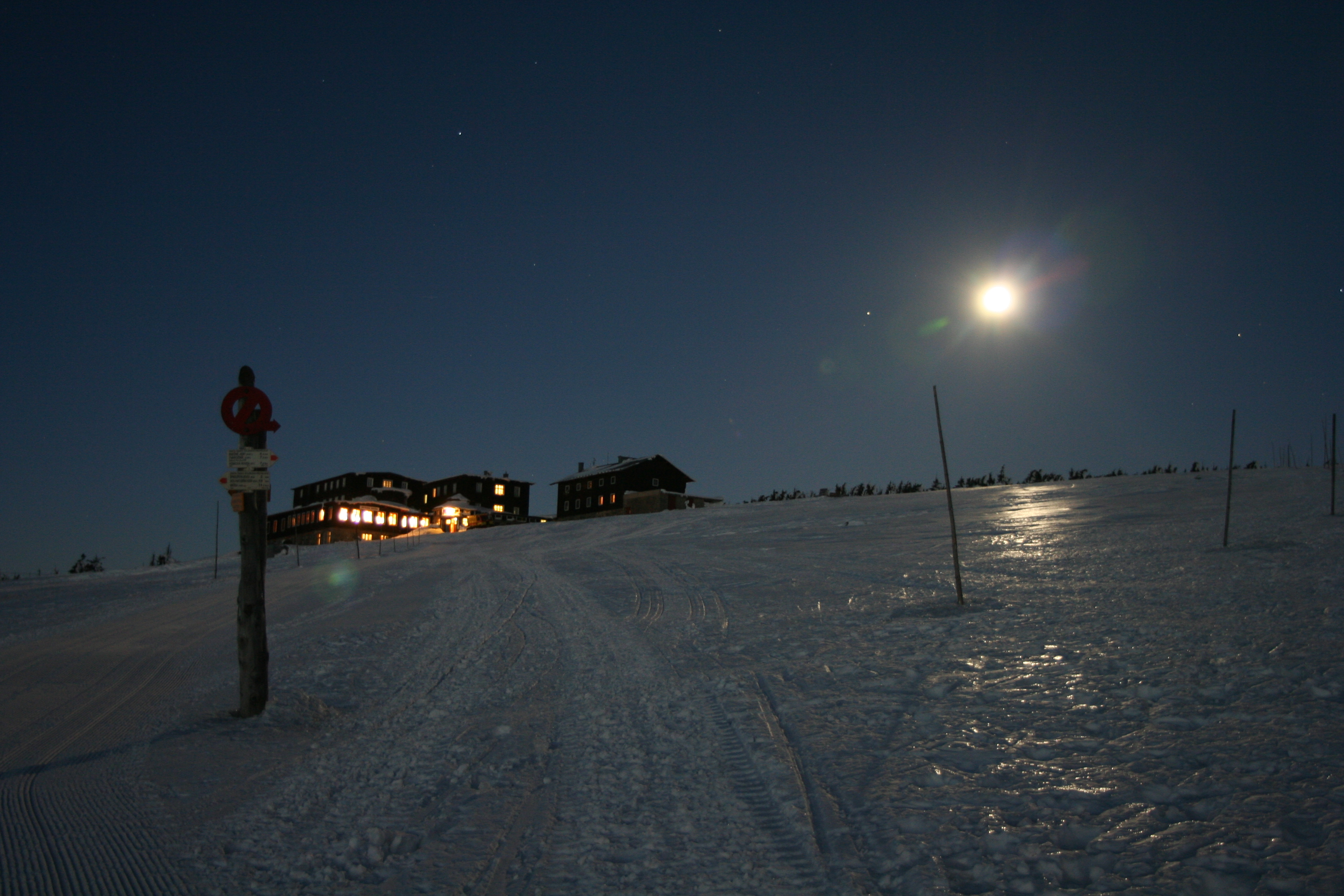
Petrova bouda nocą przy pełni Księżyca
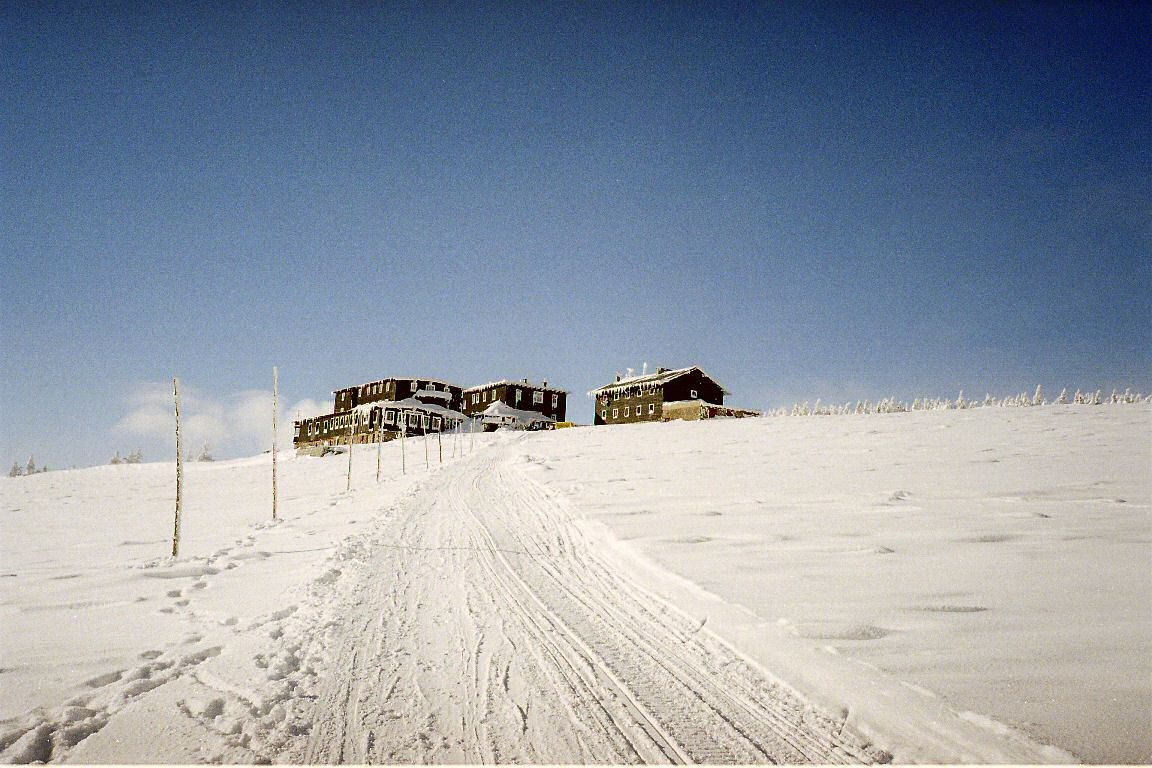
Petrova bouda – styczeń 2005
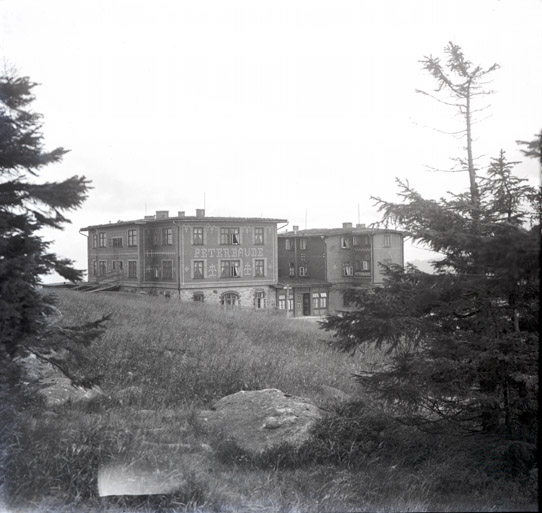
Peterbaude w 1910
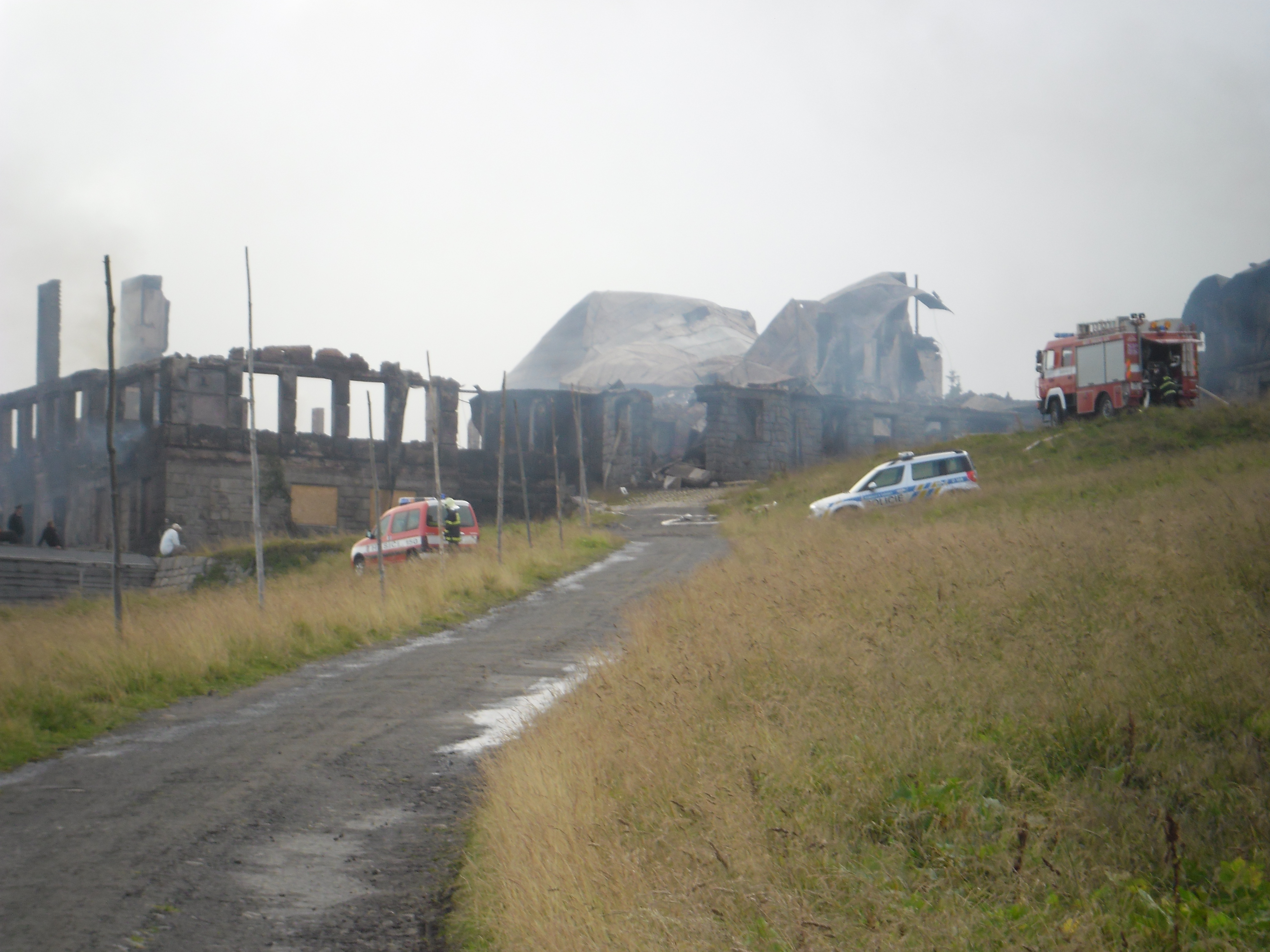
Zgliszcza Petrovej boudy w 2011
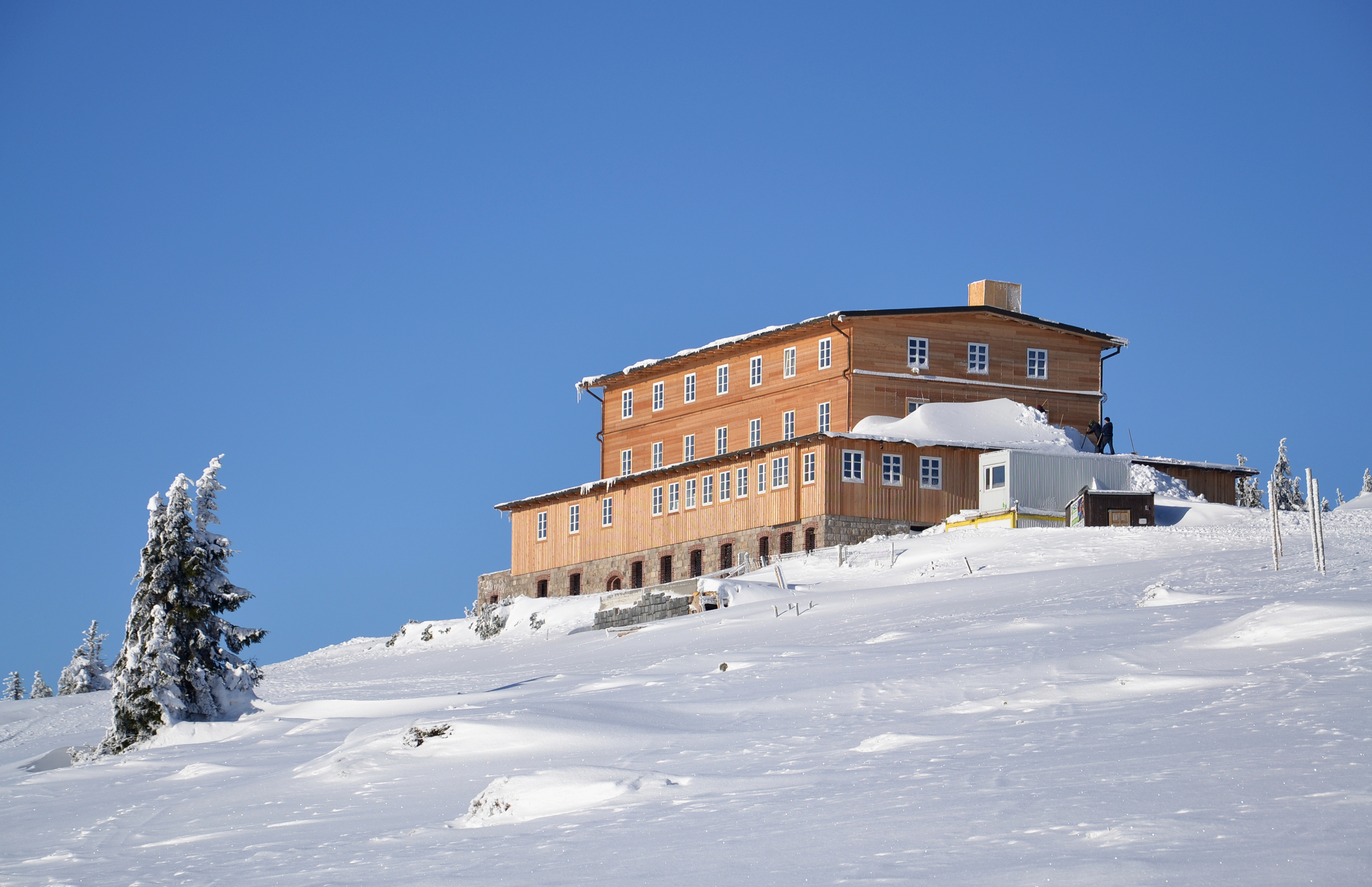
Odbudowywane schronisko w lutym 2018